# Saint-Jean (Adour)
Pour les articles homonymes, voir Saint-Jean.
Le ruisseau de Saint-Jean est un cours d'eau qui traverse le département des Landes et un affluent droit de l'Adour dans le bassin versant de celui-ci.

## Hydronymie
Le ruisseau prend le nom des quartiers Saint-Jean et Saint-Christau à Benquet et où sont édifiées les églises Saint Jean-Baptiste et de Saint-Christau. Sur la fin de son parcours, il prend le nom de bos, signifiant bois en gascon.

## Géographie
D'une longueur de 26,6 kilomètres, il prend sa source sur la commune de Maurrin (Landes), à l'altitude de 92 mètres, sous le nom de ruisseau des Longs.
Il coule du nord-est vers le sud-ouest et se jette, sous le nom de ruisseau du Bos après avoir porté l'hydronyme ruisseau de Saint-Christau, dans l'Adour à Saint-Sever (Landes), à l'altitude de 30 mètres.

## Communes et cantons traversés
Dans le département des Landes, le ruisseau de Saint-Jean traverse huit communes et trois cantons, dans le sens amont vers aval : Maurrin (source), Artassenx, Bascons, Bretagne-de-Marsan, Benquet, Bas-Mauco, Aurice et Saint-Sever (confluence).
Soit en termes de cantons, le ruisseau de Saint-Jean prend source dans le canton de Grenade-sur-l'Adour, arrose le canton de Mont-de-Marsan-Sud et conflue dans le canton de Saint-Sever.

## Affluents
Le ruisseau de Saint-Jean a deux affluents référencés :
- le ruisseau de Lagralote (rd), qui conflue sur Bas-Mauco ;
- le ruisseau de Lagourgue (rd), qui conflue sur Aurice.

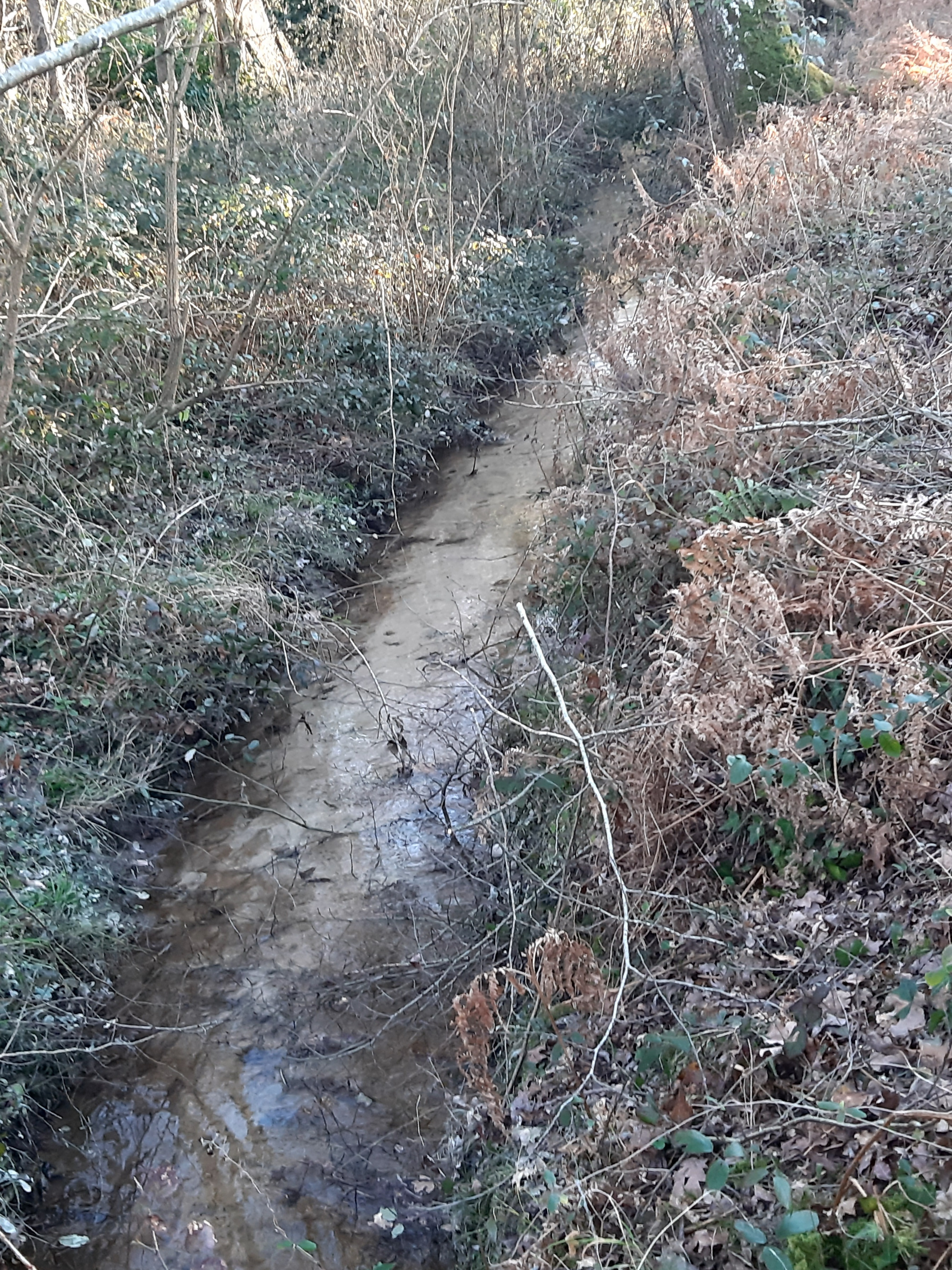
Ruisseau Lagralote, affluent du ruisseau du Bos (ici au lieudit Malpé, à Benquet).

## Aménagements
Deux plans d'eau artificiels sont aménagés par retenue des eaux :
- du ruisseau des Longs, à cheval entre les communes de Bascons et de Bretagne-de-Marsan, d'une superficie de 20 hectares
- du ruisseau Saint-Christau plus en aval sur la commune de Benquet, d'une superficie de 40 hectares